# Nikolai Denkov
Nikolai Denkov Denkov (em búlgaro:  Никола́й Де́нков Де́нков; Stara Zagora, 3 de setembro de 1962) é um político búlgaro. Foi primeiro-ministro da Bulgária entre 6 de junho de 2023 e 9 de abril de 2024. Denkov é um físico e químico. Ele é membro da Academia de Ciências da Bulgária e professor da Universidade de Sófia.

## Biografia
Nikolai Denkov nasceu em 3 de setembro de 1962, na cidade Trácia de Stara Zagora. Após a escola primária, mudou-se para a capital búlgara, Sofia, onde se formou no Ginásio Nacional de Ciências e Matemática em 1980. Seguiu-se um mestrado em química e farmácia na Universidade Kliment-Ohridski em Sófia, que concluiu em 1987. Em 1993 defendeu a sua dissertação e obteve o seu doutoramento. Denkov é professor adjunto desde 1997 e professor de físico-química na Universidade de Sofia desde 2008. Entre 2008 e 2015 foi chefe da faculdade de química técnica e diretor do curso de mestrado Sistemas Dispersos em Tecnologias Químicas na Faculdade de Química e Farmácia, Universidade de Sofia. Ele é doutor em química desde 2007. Especializou-se no Japão e na Universidade de Uppsala na Suécia e trabalhou como cientista sênior em institutos de pesquisa de empresas privadas como Unilever (EUA) e Rhône-Poulenc (França).

## Carreira política
Entre 2012 e 2013, Denkov foi membro de vários grupos de trabalho no Ministério da Educação e Ciência e no Conselho de Ministros. Participou ativamente no desenvolvimento do conceito do Programa Operacional Ciência e Educação para o Crescimento Inteligente e nas discussões para o Acordo de Parceria para 2013-2020 entre a República da Bulgária e a Comissão Europeia.
De agosto de 2014 a abril de 2016, Denkov foi Vice-Ministro da Educação e Ciência no Governo Borisov, responsável pelo ensino superior e pelos Fundos Estruturais Europeus, incluindo a implementação do Programa Operacional Ciência e Educação para o Crescimento Inteligente. De 27 de janeiro de 2017 a 4 de maio de 2017, foi Ministro interino da Educação e Ciência no Governo interino de Gerdzhikov.
Em 2019, Denkov recebeu o Prêmio Solvay da European Colloid and Interface Society (ECIS) por suas realizações de pesquisa e foi eleito membro titular da Academia Europaea. Em 2010, ele recebeu o maior prêmio nacional "Pitágoras" por realizações científicas do Ministério da Educação e Ciência da Bulgária. Em 2013 recebeu a Medalha de Honra com Fita Azul da Universidade de Sofia.
Entre 12 de maio de 2021 e 13 de dezembro de 2021, ele foi novamente ministro interino da educação e ciência nos governos interinos de Yanev durante a pandemia de COVID-19. Quando, após as eleições gerais em novembro de 2021 que Continuamos a mudança (PP) tinha a maior facção do Congresso e poderia formar uma coalizão capaz de governar, Denkov tornou-se o ministro da educação no Gabinete de Kiril Petkov.

### Primeiro Ministro da Bulgária
Após o resultado das eleições parlamentares búlgaras realizadas em abril de 2023, em 22 de maio, Denkov foi projetado para se tornar primeiro-ministro da Bulgária como parte de um acordo de compartilhamento de poder entre as duas coalizões mais votadas, GERB-SDS e PP-DB. O acordo implicava que Denkov lideraria o novo governo pelos nove meses seguintes, antes de trocar de cargo com Mariya Gabriel.
Após extensas negociações entre as duas coalizões envolvidas, bem como o Movimento pelos Direitos e Liberdades, um acordo oficial sobre a composição do gabinete Denkov-Gabriel foi alcançado em 2 de junho. Em 6 de junho, a Assembleia Nacional da Bulgária votou no novo governo de Denkov, com 132 votos a favor e 69 contra.